# 国富浩华国际
国富浩华国际-Crowe Global 是全球前十大兼具會計、財稅規劃與管理諮詢功能的國際性聯盟事務所。 全球僱用員工約16000人以及500個辦事處。
国富浩华也會向酒店提供財政資料披露所有事項。

## 相關連結
- 官方网站